# Tragia micromenes
Tragia micromenes är en törelväxtart som beskrevs av Radcl.-sm.. Tragia micromenes ingår i släktet Tragia och familjen törelväxter.
Artens utbredningsområde är Zambia. Inga underarter finns listade i Catalogue of Life.